# Jim Gilliam
Pour les articles homonymes, voir Gilliam.
James William Gilliam dit Jim Gilliam, né le 17 octobre 1928 à Nashville (Tennessee) aux États-Unis et mort le 8 octobre 1978 à Inglewood (Californie), est un joueur américain de baseball évoluant en Negro League de 1944 à 1950 puis en Ligue majeure de baseball avec les Dodgers de 1953 à 1966. Meilleure recrue de la saison 1953 en Ligue nationale, Gilliam est sélectionné deux fois au match des étoiles (1956 et 1959) et remporte quatre séries mondiales avec les Dodgers (1955, 1959, 1963 et 1965). Son numéro 19 est retiré par les Dodgers en 1978.

## Carrière

### Joueur
Jim Gilliam évolue en Negro League dès l'âge de seize ans avec les Nashville Black Vols avant de rejoindre les Baltimore Elite Giants de 1946 à 1950. Plus jeune joueur des Giants, il hérite du surnom de « Junior » qui le suivra durant toute sa carrière. Champion de la Negro American League en 1949 avec les Giants, il est sélectionné trois fois au match des étoiles de Negro League de 1948 à 1950.
Recruté en 1951 par les Dodgers de Brooklyn, il joue deux saisons en Ligues mineures avec les Royaux de Montréal avant de rejoindre les Ligues majeures. Gilliam fait ses débuts au plus haut niveau le 14 avril 1953.
Gilliam reste fidèle aux Dodgers pendant quatorze saisons, de 1953 à 1966. Meilleure recrue de la saison 1953 en Ligue nationale, Gilliam est sélectionné deux fois au match des étoiles (1956 et 1959) et remporte sept titres de champion de la Ligue nationale (1953, 1955, 1956, 1959, 1963, 1965, 1966) et quatre séries mondiales avec les Dodgers (1955, 1959, 1963 et 1965). 

### Instructeur
Devenu joueur-instructeur à l'occasion chez les Dodgers depuis 1964, Gilliam devient instructeur au troisième but à temps complet chez les Dodgers après sa carrière de joueur. Il reste en poste jusqu'à son décès. L'hémorragie intra-cérébrale fatale intervient peu avant le début de la Série mondiale 1978. Son numéro 19 est retiré par les Dodgers le 10 octobre 1978. Il est le seul joueur non présent au Temple de la renommée du baseball honoré de la sorte par les Dodgers.